# 无名山公园站
无名山公园站是徐州地铁3号线的地铁站，位于中华人民共和国江苏省徐州市铜山区黄山路与府中东路交叉口，于2021年6月28日开通。

## 车站结构
无名山公园站沿黄山路南北设置，为地下二层岛式站台车站，车站长304米，宽19.7至23.8米，车站地下一层为站厅层，地下二层为站台层，站台设置全高站台门。车站南侧设有一条存车线。
| 地面              | 出入口 | 1、2、3a、3c出入口                                                                                        |
| 地下一层          | 站厅   | 客服中心、自动售票机、验票机                                                                              |
| 地下二层          | 站台   | \| \| \| █ 3号线往振兴大道（玉泉河） \| \| 島式 · 開左邊车门 \| \| \| \| \| \| █ 3号线往银山（浦江路） \| |
|                   |        | █ 3号线往振兴大道（玉泉河）                                                                               |
| 島式 · 開左邊车门 |        | |
|                   |        | █ 3号线往银山（浦江路）                                                                                   |

## 车站出口
无名山公园站共设4个出入口，各出口及周围设施如下所示：
| 出口编号            | 照片 | 出口指示       | 建议前往的目的地             |
| ------------------- | ---- | -------------- | ---------------------------- |
| 1 · 出口            |      | 黄山路（西侧） | 铜山区人民检查院司法警察大队 |
| 2 · 出口 · （设有） |      | 黄山路（西侧） | 铜山区酒类流通管理办公室     |
| 3 · a · 出口        |      | 黄山路（东侧） | 无名山公园                   |
| 3 · c · 出口        |      | 黄山路（东侧） | 无名山公园                   |
| 图例： 设有         |      |                |                              |

## 接驳交通

### 公交车
- 无名山公园地铁站：72路，72路夜，95路，707路

## 车站历史
本站工程名为铜山新区站，正式站名为无名山公园站，以车站临近的无名山公园命名。
- 2019年11月18日，车站主体结构封顶[4]。
- 2021年6月28日，车站随3号线一期通车开通[1]。